# 拉乌索耶
拉乌索耶（法語：Lahoussoye）是法国皮卡第大区索姆省的一个市镇，属于亚眠区科尔比县。该市镇2009年时的人口为471人。

## 人口
拉乌索耶人口变化图示
| 数据来源：INSEE |